# WarioWare: Twisted!
WarioWare: Twisted!, выпущенная в Японии под названием Mawaru Made in Wario (яп. まわる メイドインワリオ Мавару Мэйдо ин Варио, дословно — «Поворот, сделанный Варио») — видеоигра, разработанная компанией Nintendo для её консоли Game Boy Advance. По жанровой принадлежности она является вариацией пазла. Релиз игры состоялся 14 октября 2004 года в Японии, 19 мая 2005 года в Австралии и 23 мая 2005 года в Северной Америке. Игра не была выпущена в Европе, хотя ранее Nintendo подтверждала релиз в этом регионе.
По сюжету игры, Варио и его друг Доктор Крайгор разработали Game Boy Advance, который реагирует лишь при наклоне. Геймплей игры состоит из традиционных для серии WarioWare мини-игр, длящихся всего несколько секунд. В картридж с игрой встроен гироскоп, и для того, чтобы играть, нужно крутить и вращать консоль.
Twisted! был очень хорошо принят критиками и получил множество наград. Рецензенты сочли добавление гироскопа инновационным шагом в механике игр.

## Гироскоп
Картридж WarioWare: Twisted! содержит встроенный гироскоп и Rumble Pak, предназначенный для обратной связи с игроком при вращении консоли. Большинство мини-игр требуют вращения всей консоли. Гироскоп создан на основе разработанного компанией NEC пьезоэлектрического сенсора, способного регистрировать угловое перемещение. Этот гироскоп не содержит ртути, что опровергает слухи о том, что консоль не поступила в продажу в Европе по соображениям экологической безопасности.
Так как игра калибрует сенсор при запуске и после каждой мини-игры, он будет одинаково функционировать вне зависимости от того, где расположен слот консоли. В инструкции указано, что игра не совместима с устройством Game Boy Player, однако будучи запущенной на нём, игра нормально функционирует; таким образом, чтобы играть на консоли GameCube, игроку требуется поднять и вращать стационарную консоль и одновременно нажимать кнопки на её контроллере, что попросту непрактично.

## Сюжет
Однажды, играя на своём Game Boy Advance, Варио разозлился из-за высокой сложности игры и швырнул консоль в стену. Когда приступ ярости закончился, Варио понял, что теперь консоль сломана, и попросил своего друга Доктора Крайгора починить её. Однако вместо этого Крайгор встроил в неё своё новое изобретение, названное Гравитатором, который производит большое количество объектов, по форме и габаритам сходными с консолью. Доктор демонстрирует, как нужно играть в это устройство, вращая его. Друзья Варио — Мона и 9-Volt — веселятся с новым устройством. Варио обращает внимание на их реакцию и решает заработать на этом устройстве, а для этого просит друзей разработать для него новые мини-игры.

## Геймплей
Концепция Twisted! отличается от предыдущих игр серии WarioWare. Раньше итоговый счёт начислялся в зависимости от того, сколько мини-игр было сыграно, но в Twisted! ведётся подсчёт тех, в которых игрок одержал победу. В игру включено некоторое количество предметов-«сувениров», которые открываются по мере устранения игровых боссов. Помимо сувениров игра включает большое количество разнообразных записей, музыкальных инструментов, фигурок и дополнительных игр, которые можно разблокировать. Как и в предыдущих играх серии, каждый персонаж имеет свой стиль игры.

## Разработка
Игра была разработана под руководством программиста Кадзуёси Осавы людьми, которые принимали участие в разработке первых игр серии WarioWare. Компания Intelligent Systems предоставила половину своей рабочей силы, включавшей несколько программистов.

## Европейский релиз
Изначально планировалось, что игра поступит в продажу в Европе 24 июня 2005 года, а позже была перенесена на 24 февраля 2006 года, пока европейское отделение Nintendo не сменило на своём сайте статус выхода на «TBD». В выпуске журнала Official Nintendo Magazine за январь 2008 года объяснило такую долгую задержку выхода игры тем, что она всё ещё проходит вынужденное тестирование в сертификационном центре LGA. После этого никакой официальной информации об игре не поступало. В 2008 году вышла Super Smash Bros. Brawl, в который Twisted! упоминается как «Не выпущенная»; примерно в это же время информация о ней была удалена с официального сайта. Это свидетельствует о том, что европейский релиз игры был отменён, возможно в связи с тестированием безопасности.

## Отзывы
| Сводный рейтинг    | Сводный рейтинг |
| Агрегатор          | Оценка          |
| ------------------ | --------------- |
| GameRankings       | 87,79 %         |
| Metacritic         | 88/100          |
| Иноязычные издания |                 |
| Издание            | Оценка          |
| GameSpot           | 8,8/10          |
| IGN                | 9,5/10          |

WarioWare: Twisted! имеет совокупный рейтинг 87,79 % на сайте GameRankings. В Японии она получила Гран-при за развлечения на Японском фестивале цифровых искусств. Рецензент IGN Крейг Харрис удостоил Twisted! титла самой лучше игры для GBA в истории и поставил ей оценку 9.5/10.